# Сергеевка (Аннинский район)
Сергеевка — посёлок в Аннинском районе Воронежской области России.
Входит в состав Новожизненского сельского поселения.

## География

### Улицы
- ул. Трудовая.

## Население
| 2000 | 2005 | 2010 |
| ---- | ---- | ---- |
| 80   | ↘75  | ↘55  |